# إلياس كرام

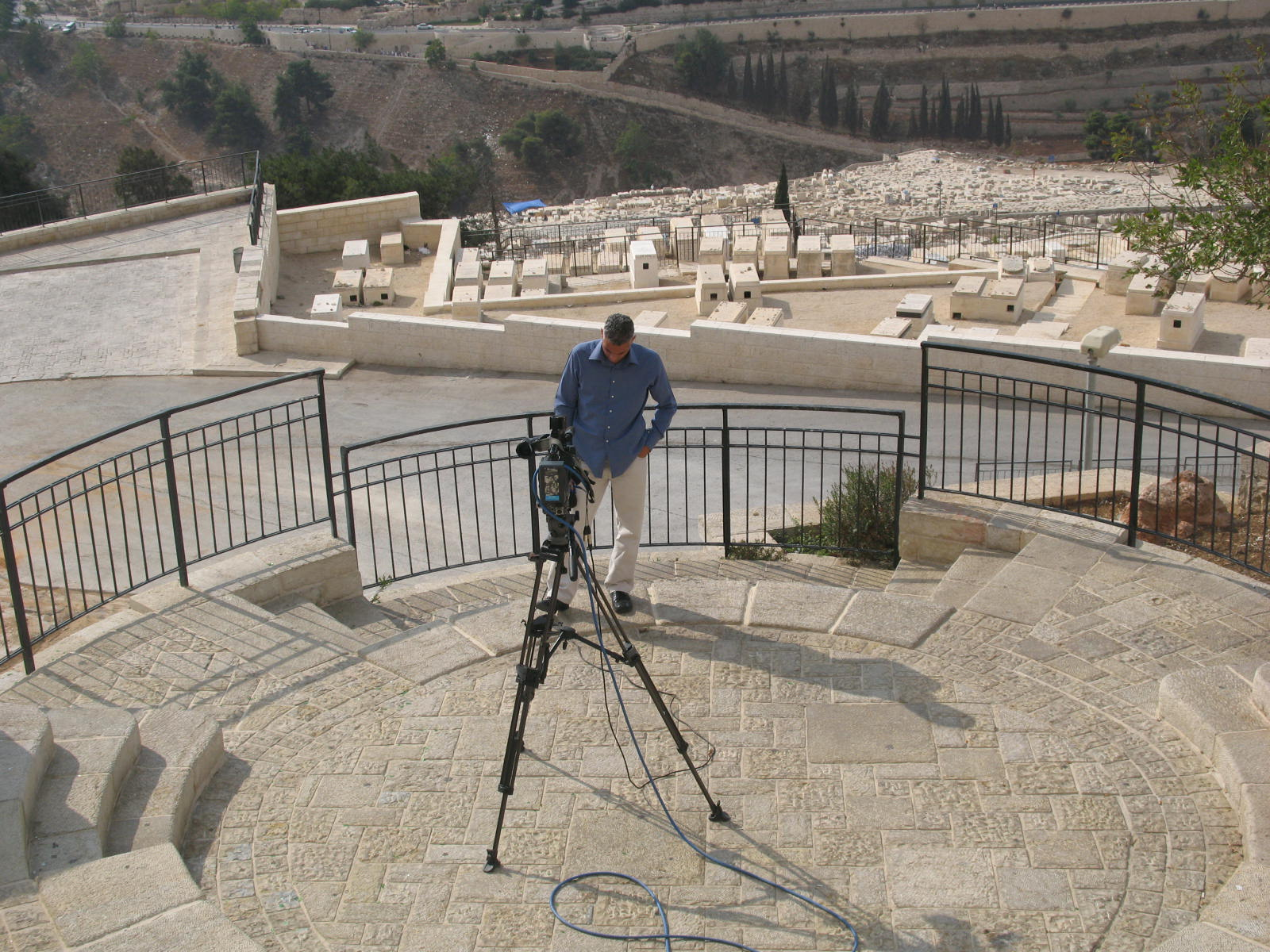
إلياس كرام يستعد لبث تقريره على الجزيرة، من القدس وخلفة المسجد الأقصى، 2009

إلياس كرام (20 أكتوبر 1977) صحفي فلسطيني (من عرب 48) ومراسل قناة الجزيرة في فلسطين. إعلامي عربي من مدينة الناصرة في فلسطين، درس العلوم السياسية والإعلام وعمل في إذاعة محلية ثم مراسلا لتلفزيون محلي، قبل أن ينتقل إلى شبكة الجزيرة عام 2003، وهو الانتقال الذي يعتبره نقلة نوعية في حياته المهنية.

## مؤهلات وخبرات
- بكالوريوس صحافة وتاريخ الشرق الأوسط من جامعة حيفا، 1998
- مقدم لبرنامج يعنى بقضايا العرب في إسرائيل عبر القناة الخامسة 2002-2003
- محرر في صحيفة «كل العرب» 2000.
- معد ومقدم نشرات، معد ومقدم للبرنامج الإخباري الصباحي (هذا اليوم) في إذاعة عربية رسمية بإسرائيل 1997-1998
- مراسل لشبكة تلفزيون محلية وإذاعة عربية محلية 1996

## قناة الجزيرة
التحق بالقناة في أول أيام أكتوبر 2003.

## روابط خارجية
- إلياس كرّام - موسوعة الجزيرة